# 原發性高血壓
原發性高血壓（英語：或）又稱特發性高血壓（英語：Idiopathic hypertension）是指一種不具有可識別的原因的高血壓形式。它是最常見的高血壓類型，約95％的高血壓患者為此類型。該病往往是家族性，患病原因可能是環境和遺傳相互作用的結果，一般認爲遺傳因素佔40%，後天因素佔60%。原發性高血壓的患病率隨年齡增長而增加，年輕時血壓相對較高的個體隨後發生高血壓的風險也往往較高。高血壓亦會使腦，心臟和腎臟的風險增高。

## 分類
現時的分類通常將血壓分為正常血壓，高血壓前期、Ⅰ期高血壓、Ⅱ期高血壓、和單純收縮期高血壓。其中單純收縮期高血壓在老年群體中十分常見。對於血壓的測量診斷標準，以測量安靜休息時以非藥物狀態下測量上臂肱動脈部位的血壓兩次或兩次以上非同日血壓測量的平均值爲依據。在50歲以上的人群中，當被測對象的血壓持續達到收縮壓140mmHg或舒張壓為90mmHg時則認爲為高血壓患者。如血壓超過130/80mmHg以及兼有Ⅰ型或Ⅱ型糖尿病或腎臟疾病，则需要更進一步的治療。
| 分類                             | 收縮壓  | 收縮壓       | 舒張壓 | 舒張壓       |
| 分類                             | mmHg    | kPa（kN/m2） | mmHg   | kPa（kN/m2） |
| -------------------------------- | ------- | ------------ | ------ | ------------ |
| 正常血壓                         | 90-119  | 12-15.9      | 60-79  | 8.0-10.5     |
| 高血壓前期                       | 120-139 | 16.1-18.5    | 81-89  | 10.8-11.9    |
| Ⅰ期高血壓                        | 140-159 | 18.7-21.2    | 90-99  | 12.0-13.2    |
| Ⅱ期高血壓                        | ≥160    | ≥21.3        | ≥100   | ≥13.3        |
| 單純收縮期高血壓                 | ≥140    | ≥18.7        | ＜90   | ＜12.0       |
| 資料來源：美國心臟協會（2003年） |         |              |        |              |

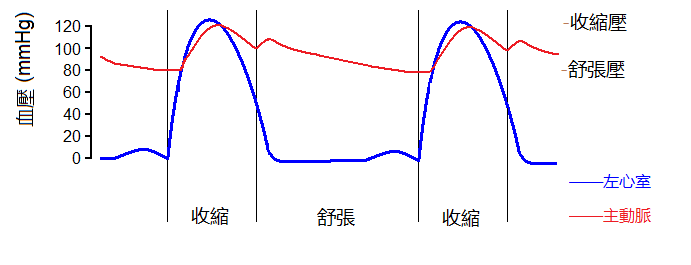
兩個心動週期中左心室和主動脈的壓力變化，顯示收縮壓和舒張壓的定義。

耐藥性高血壓是指使用三聯療法方案（如替米沙坦、氨氯地平、氯噻酮三藥聯合）之後血壓仍无法恢復至適當水平的高血壓。英國和美國已經發佈了耐藥性高血壓的防治指南。

## 風險因素
高血壓是最常見的複雜因素疾病之一。高血壓的病因在不同類型的人口群體中差異很大。原發性高血壓沒有明確的原因。但是，目前已經確定了幾個主要風險因素。

### 遺傳變異
- 有患有高血壓個體家族史的群體增加新發病個體的可能性會較高。[10][11][12][13]
- 原發性高血壓在黑人中的發病率比白人高四倍，而且發病更快，病情更嚴重死亡，死亡率也相當較高。[10]

現有的高血壓相關研究已經對50多個基因進行了檢查，這個數字仍在不斷增長。其中一個基因是被廣泛研究的血管緊張素（AGT）基因。由Kim等人進行的研究表明增加AGT數量的同時，血壓會相應增長，因此該基因的數量會影響高血壓情況。同時在單一變體實驗中已經證實，在先前發表的全基因組關聯研究中，單核苷酸多態性富集了與腎功能相關的變體，這同時也提供了證據證明與血壓相關的基因位點與心血管系統之間的關係。雙胞胎已被納入測量動態血壓的研究當中，并且通過這些研究可以發現，基因遺傳對於原發性高血壓有很大的影響。另外來自動物研究以及人群中的臨床研究大部分都對此有共識：基因對於高血壓的作用可能是多因素的，或者許多不同的遺傳缺陷各自具有升高血壓作用的一種表現型。然而，目前人們并未充分認識到遺傳對於高血壓的影響。據信，將高血壓相關表型與基因組的特定變異聯繫起來可以產生遺傳性的確切證據。不過另一種觀點則認為，高血壓可能是由某種滿足孟德爾遺傳定律的單個基因突變引起的。

### 年齡
高血壓也可能和年齡有關，不過該情況通常都是多因素的。其中一種可能的機制涉及到動脈硬化導致的血管順應性降低。這或是由單純的收縮期高血壓，和脈搏壓差加大而導致的。同時腎小球透過率的降低與衰老亦有關聯，人體鈉離子的排泄率降低造成高血壓。同理腎微血管疾病、毛細血管通透性降低等某些疾病的發展也會以類似方式影響血壓。有實驗證據表明，腎微血管疾病是誘導鹽敏感性高血壓的重要機制。

### 肥胖
與正常體重相比，肥胖可使高血壓的風險增加五倍，高達三分之二的高血壓病例可歸因於體重過重。超過85％的病例發生在體重指數（BMI）大於25的人群當中。動物和臨床研究發現肥胖與高血壓之間存在明確的聯繫，目前已發現許多肥胖誘發高血壓的機制，例如交感神經系統的激活以及腎素-血管緊張素-醛固酮系統的激活。

### 鹽
另一個相關的風險因素是人體對鹽（鈉）的敏感性，亦是受到最大關注的環境因素。大約三分之一的原發性高血壓人群對鈉的攝入量有明顯反應。當鈉攝入量超過腎臟排出的能力時，血液體積會擴大，增加血管內腔的壓力，動脈壓隨著心輸出量的增加而上升。局部自動調節機制會通過增加血管阻力來維持局部血管床中的正常血壓，以抵消這種情況。隨著氯化鈉攝入量的增加，動脈壓力增加，尿鈉排泄增加，並且以維持血管壓力增加為代價維持鹽的排泄。鈉離子濃度的增加刺激ADH以及口渴機制，導致腎臟中水的重吸收增加，尿液濃縮，并且由於口渴感受使水的攝入增加。此外，細胞和細胞間質之間的水運動與此相比起次要作用。

### 酒精
大量的飲酒會隨著時間推移而增加血壓，飲酒量與血壓成綫性相關，每天飲酒量超過50克乙醇者高血壓發病率明顯增高。此外，酒精的能量極高，造成了一定的肥胖風險，這也會間接地促進高血壓患病風險。

### 腎素
腎素的升高是另一個危險因素。腎素是由腎臟的腎小球旁器分泌的酶，並且在負反饋環中可與醛固酮連接相互作用。因此，一些由於低腎素被定義的高血壓患者則被排除在原發性高血壓之外。低腎素高血壓在非裔美國人中比美國白人更為常見，這在一定程度上可以解釋為何非洲裔美國人對利尿劑治療的反應比干擾腎素-血管緊張素系統的藥物更好。
高腎素水平易導致高血壓，并通過以下機制導致鈉瀦留：腎素增加→血管緊張素Ⅱ增加→血管收縮增加、口渴、ADH和醛固酮增加→腎臟的鈉重吸收增加（DCT和CD）→血壓升高。

### 糖尿病
高血壓也可由胰島素抗性以及高胰島素血症引起，胰島素抗性和高胰島素血症亦爲代謝症候群的組成部分。胰島素是在整個胰腺中均有包含的由胰島細胞分泌的多肽激素，其主要功能是其主要目的是通過負反饋迴路與胰高血糖素拮抗調節體內葡萄糖水平。除此之外胰島素還具有舒張血管的特性。在血壓正常的個體中，胰島素可以刺激交感神經的活動卻不會升高平均動脈壓。不過，在例如代謝症候群等更爲極端的條件下，增加的交感神經活動可能超過胰島素的血管舒張作用。
最近的研究表明因爲脂肪中腎素-血管緊張素系統的活化（RAS），肥胖是發生高血壓的一個危險因素。並且還將腎素-血管緊張素系統與胰島素抵抗聯繫起來，并且表明兩者至今會互相誘導發生。

### 吸烟
吸煙不會直接導致高血壓。然而，它是其他嚴重心血管疾病的已知風險因素。

### 維生素的缺乏
有人提出維生素D的缺乏與心血管危險因素有關。据觀察，維生素D缺乏症患者的收縮壓與舒張壓均較平均正常值偏高。維生素D可抑制腎素的分泌及其活性，因此它作爲腎素-血管緊張素系統的負内分泌調節劑而起作用。因此，維生素D缺乏可導致腎素分泌增加。這是解釋高血壓與血漿中維生素D水平之間的可被觀察得到聯繫的一種可能機制。
此外，一些學者表示鉀可能同時預防和治療高血壓。

### 運動不足
定期的體育鍛煉可降低血壓。英國國民保健署建議每周進行150分鐘（2小時30分鐘）的中等强度的有氧運動，有助於預防高血壓。

## 病理生理學
心輸出量和外周阻力是動脈壓水平的決定因素，因此血壓的高低通常取決與心輸出量和外周阻力之間的平衡。
心輸出量由心搏量和心率決定，心搏輸出量與心肌收縮力和血管腔的大小有關，而外周阻力由小動脈和小動脈的功能及解剖學的變化決定。原發性高血壓的病理生理學是一個研究領域，不過直至目前還沒有確切的機理對此進行闡述，但現時很多學者已經提出了許多理論假設來嘗試對此進行解釋。
目前爲止，已經明確的是在疾病進程的早期，心輸出量增加縂外周阻力（TPR）一般指示正常，之後隨著時間的推移心輸出量降至正常水平但縂外周阻力（TPR）增加。已經提出了三種理論來解釋這個理論：
- 過度活躍的腎素-血管緊張素系統致使血管收縮和引起水鈉瀦留。血容量增加而導致高血壓發生。
- 過度活躍的交感神經系統導致應激反應增加。

另外根據已知，高血壓還是高度可遺傳的，并且在病症的病因學中通常假定其遺傳是由多基因（由多於一種基因引起）和一些候選基因所決定的。

## 診斷
對於大多數患者，當血壓讀數一直為130/90mmHg及其以上時，醫務人員會作出高血壓的診斷結果。血壓測試可以在醫生的辦公室或者診療室進行。爲了跟蹤一段時間内的血壓讀數，醫生可以要求患者在不同日期和不同時間前來進行測試。除此以外，還可以要求患者在家中或者具有血壓測量設備的其他位置測量血壓並保留測量結果的書面記錄。醫生通常需要在多次醫療預約中需要2-3次測量出的結果來診斷高血壓。根據血壓測量的結果，如果出現以下情況，醫生將會視情況初步診斷患者為高血壓前期或高血壓。
- 對於成年人，收縮壓或舒張壓讀書始終高於120/80mmHg。
- 對於兒童，則需要血壓值高於同一年齡、性別以及身高兒童的平均值。[31]

一旦醫生確認血壓異常，則可由此要求進行進一步的測試以確定血壓是否是由於其他病症或者藥物引起，否則即爲原發性高血壓。醫生也可由這些信息來制定適當的治療計劃。

## 歷史
在20世紀40年代，人們對原發性高血壓知之甚少。直至澳大利亞心血管生理學家Paul Korner開展了對血壓的研究工作。